# ناویا ستا
ناویا ستا (ژاپنی: 清田 奈央弥؛ زادهٔ ۲۵ اوت ۲۰۰۱) یک بازیکن فوتبال اهل ژاپن است.
از باشگاه‌هایی که در آن بازی کرده‌است می‌توان به باشگاه فوتبال جوبیلو ایواتا اشاره کرد.